# Oprawa oświetleniowa

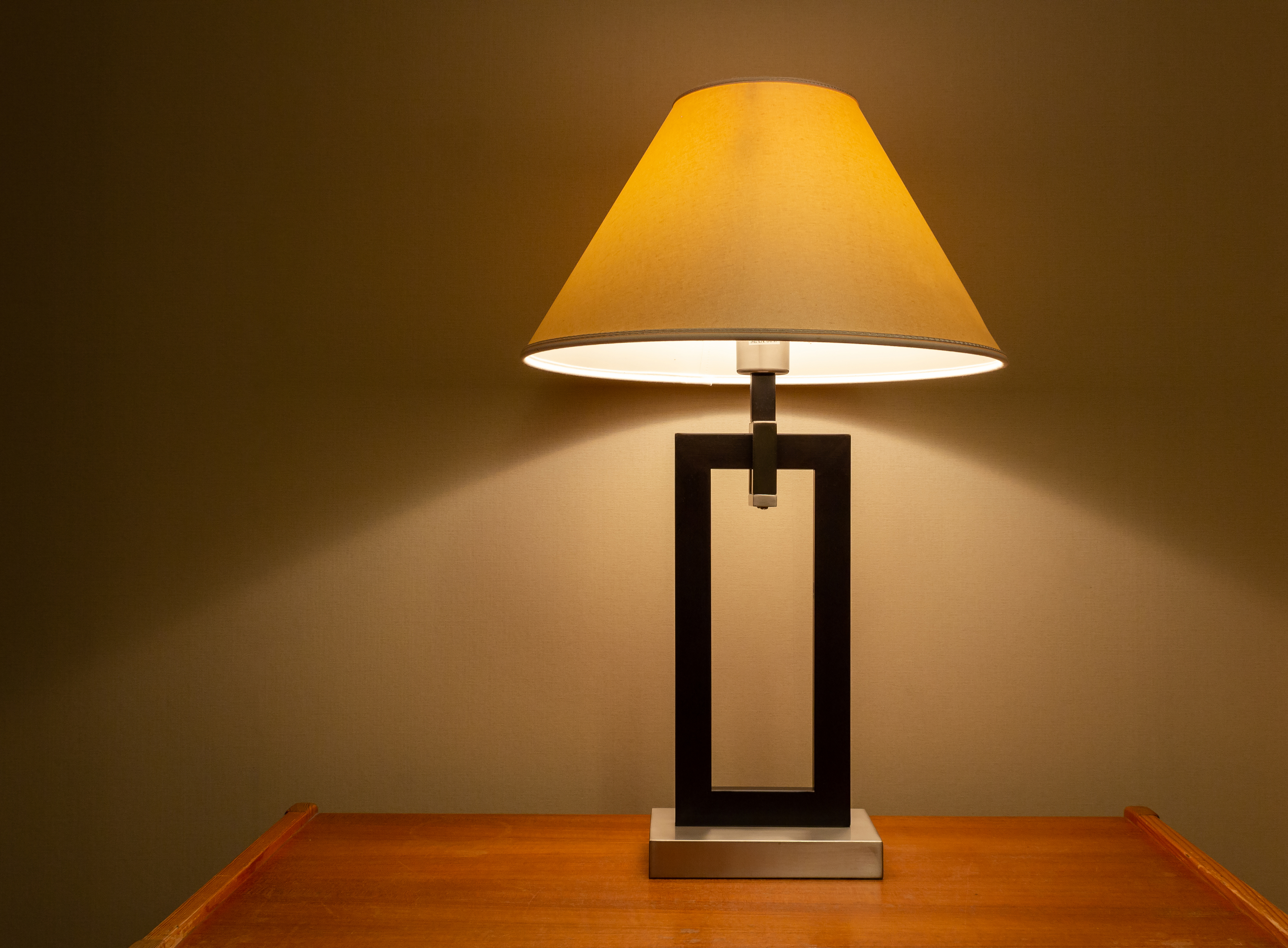
Oprawa oświetleniowa wolnostojąca (pot. lampka nocna)

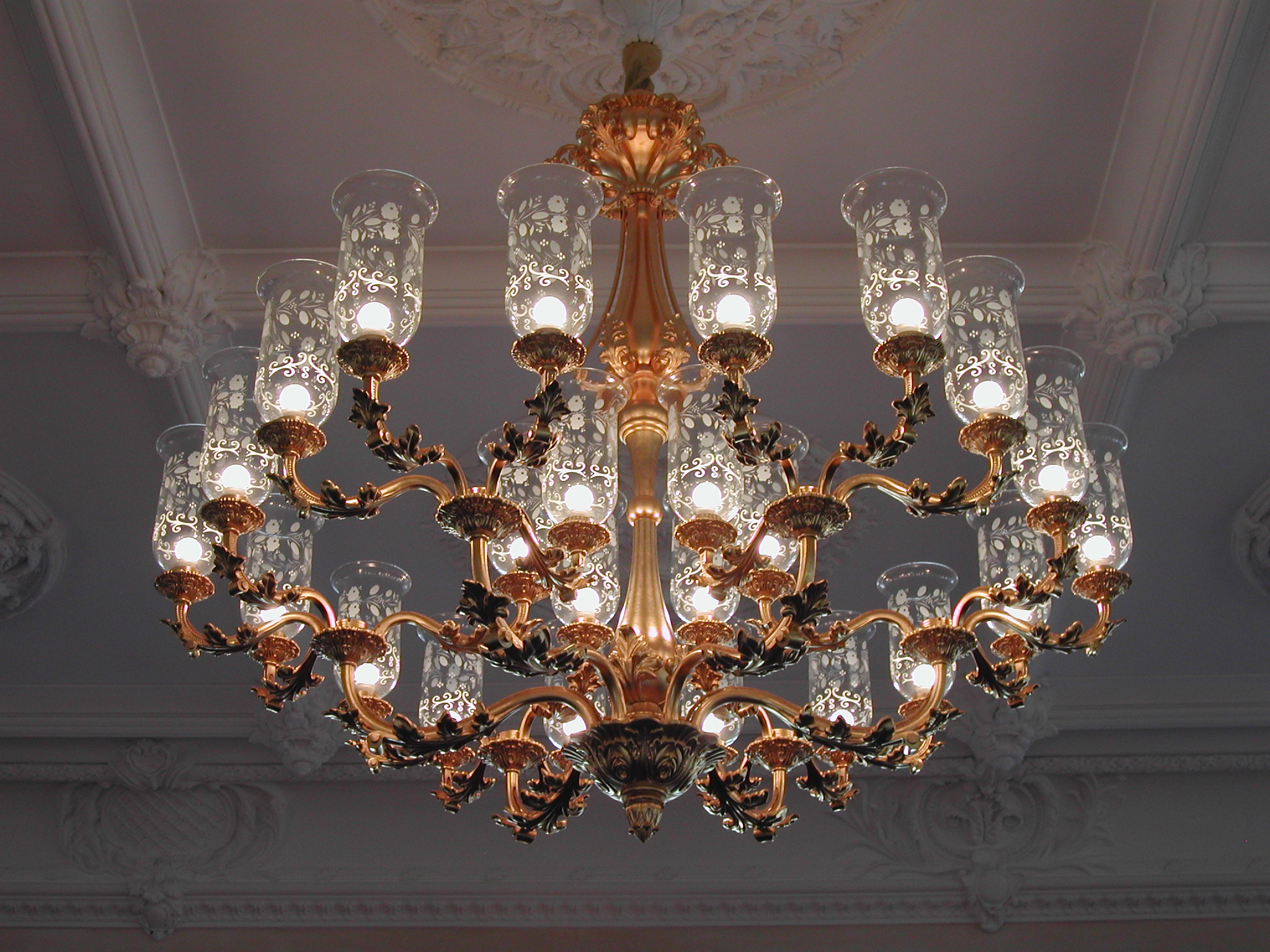
Oprawa oświetleniowa w formie żyrandola

Oprawa oświetleniowa (pot. lampa elektryczna) – urządzenie elektryczne służące do mocowania w nim właściwej lampy elektrycznej, łącząc ją z instalacją elektryczną. Zastosowanie oprawy oświetleniowej umożliwia również wygodne włączanie i wyłączanie lampy, oraz niekiedy modyfikację emitowanego przez nią światła.

## Charakterystyka
Zastosowanie oprawy oświetleniowej umożliwia łatwą wymianę lampy (np. za pomocą oprawki), nadanie odpowiedniego kierunku strumieniowi świetlnemu, rozproszenie go lub skupienie w odpowiednim miejscu poprzez zastosowanie np. odbłyśnika, soczewki lub rozpraszającego klosza. Oprawa oświetleniowa czasami zawiera również elementy pozwalające na zmianę tego kierunku. Niektóre oprawy zmieniają barwę światła w celach estetycznych lub użytkowych.
Do funkcji oprawy należy również zabezpieczenie źródła światła przed uszkodzeniem – lampę osłania się kloszem lub siatką. Budowa oprawy jest uzależniona od źródła światła i jej przeznaczenia. W miejscach, gdzie narażona jest na zapylenie lub zalanie (np. na statkach, w kopalniach, w przemyśle), stosuje się uszczelnione oprawy o wysokim stopniu ochrony IP. Stosowane w miejscach narażonych na drgania (np. w samochodach), muszą uniemożliwiać samoczynne odłączenie się lampy. Jeżeli wymaga tego źródło światła (np. lampy wyładowcze), oprawa zawiera odpowiedni układ zapłonowy (statecznik – (dławik), kondensator, zapłonnik). 
Niekiedy posiada również inne dodatkowe wyposażenie, np. wyłącznik zmierzchowy w oprawach zewnętrznych, wyłącznik z detektorem ruchu czy układ umożliwiający redukcję mocy. Oprawa może łączyć funkcje użytkowe z estetycznymi lub być wyłącznie elementem dekoracyjnym.

## Klasyfikacja opraw
Oprawy możemy podzielić na:
- zamknięte – źródło światła jest całkowicie osłonięte, nie ma do niego dostępu bez otwarcia oprawy
- otwarte – lampa nie jest całkowicie osłonięta
- zewnętrzne – przeznaczone do pracy na zewnątrz, odporne na warunki atmosferyczne
- wnętrzowe – nadają się do stosowania jedynie we wnętrzach budynków